# Galvanometar
Galvanometar je osobito osjetljiv mjerni električni instrument koji služi za mjerenje vrlo slabih električnih struja i električnih napona. Primjenjuje se u laboratorijima, na primjer za mjerenje površinskih struja, termonapona, velikih izolacijskih otpora i kao nulindikator u mostovima i kompenzatorima. Za mjerenje istosmjernih struja služe galvanometar s pomičnom zavojnicom i galvanometar s pomičnim magnetom, a za mjerenje izmjeničnih struja vibracijski galvanometar. Strujni se udari mjere balističkim galvanometrom (koji ima dug period njihanja), a magnetski tokovi fluksmetrom, galvanometrom s velikim prigušenjem i neznatnim protumomentom (nema opruge za povrat kazaljke u početni položaj).

## Galvanometar s pomičnim magnetom
Galvanometar s pomičnim magnetom izumljen je 1820. na temelju istraživanja H. C. Ørsteda koji zapazio da se pri zatvaranju strujnog kruga stvara magnetsko polje koje djeluje na magnetnu iglu kompasa. Galvanometar s pomičnim magnetom je 1820. izumio Johann Schweigger. Ovaj galvanometar se danas vrlo malo koristi, a sastoji se od običnog kompasa preko koga je namotan određen broj namotaja izolirane žice kroz koje se propušta struja. Namatanje se vrši u pravcu oznaka sjevera i juga. Prije mjerenja se namotaji usmjere u pravcu sjever-jug kako bi magnetsko polje Zemlje usmjerilo iglu kompasa, a magnetsko polje električne zavojnice bilo okomito na njega. U ovisnosti o jačini struje igla kompasa se otklanja od pravca sjever-jug.

## Galvanometar (ampermetar) sa zakretnim svitkom
Galvanometar je vrst ampermetra. D'Arsonvalov galvanometar sa zakretnim svitkom (engl. Moving Coil Galvanometer) koristi međudjelovanje magnetskog polja permanentnog magneta i magnetskog polja električne zavojnice protjecane istosmjernom električnom strujom. U osnovi se radi o jednoj vrsti ampermetra koji bilježi i mjeri električnu struju u oba smjera, te ima neutralni položaj kazaljke u sredini skale, a ne na krajnjem lijevom položaju. Pri spajanju galvanometra u električni krug ne moramo zato paziti na polaritet spajanja, dok se pri spajanju ampermetra u strujni krug mora točno poznavati i smjer i jakost struje te u skladu s njima izvesti spajanje kako bi se spriječilo eventualno oštećenje.
Suvremenu izvedbu ovog instrumenta je konstruirao Edward Weston uz korištenje dviju prikladno izvedenih spiralnih opruga koje su davale odgovarajuću mehaničku protusilu. Postizanjem jednolike širine razmaka između jezgre instrumenta i polova permanentnog magneta postignuta je zadovoljavajuća linearnost i točnost pokazivanja instrumenta. Početni položaj kazaljke je na krajnjem lijevom dijelu skale, a različite izvedbe imaju pun otklon kazaljke za nazivnu vrijednost istrosmjerne električne struje od 25 mikroampera do kojih 10 miliampera. Suvremene izvedbe ovih mjernih instrumenata imaju grešku u mjerenju manju od 2,51% pri punom otklonu kazaljke. Za ovu vrst instrumenta rabe se nazivi instrument s pomičnim svitkom i instrument s pomičnom zavojnicom.

## Ampermetar i voltmetar sa zakretnom zavojnicom
Ampermetar sa zakretnom zavojnicom radi na sličan način kao i galvanometar sa zakretnom zavojnicom, to jest na elektromagnetskom privlačenju, odnosno odbijanju. Takav mjerni instrument može biti izveden i s mekim željezom kod kojeg se iskorišćuje magnetsko djelovanje električne struje. Kad električnom zavojnicom teče struja, ona postaje magnetična i uvlači u sebe komad mekog željeza to jače što je struja jača. Pri tom se kazaljka pomiče preko skale. Kazaljku, odnosno meko željezo, drži u ravnoteži spiralna opruga koja je jednim krajem pričvršćena na osovinu instrumenta. Za prigušivanje titranja kazaljke služi stap koji se giba u cilindru. Pravac kretanja kazaljke je neovisan o smjeru električne struje, pa se takav instrument može upotrijebiti za istosmjernu i za izmjeničnu struju. 
Da bismo ampermetrom mjerili jakost struje, moramo ga serijski uključiti u strujni krug. Zbog toga ampermetar mora imati vrlo malen električni otpor, jer bi inače mjerio slabiju struju nego što je ona u stvari. Ampermetrom se mogu mjeriti samo one struje i u onim granicama kako je označeno na njegovoj skali. Uključimo li ga u jaču struju negoli je to dopušteno, ampermetar će se oštetiti, odnosno pregorjeti zbog prevelikog zagrijavanja. Međutim, na osnovi prvog Kirchhoffova zakona, ampermetrom možemo mjeriti jaču struju ako uz njega paralelno priključimo jedan otpor Rs koji se zove shunt. Pri tom će jedan dio struje Is prolaziti kroz shunt, a drugi Ia kroz ampermetar. Kako je poznata najveća dopuštena jakost struje Ia koja smije prolaziti kroz ampermetar i shunt, možemo lako izračunati ukupnu jakost električne struje. Isto tako možemo izračunati otpor shunta ako je poznata ukupna jakost struje. Budući da se jakosti struje u pojedinim granama odnose obrnuto proporcionalno s otporima tih grana, to je:
{\displaystyle R_{s}={R_{a}\cdot I_{a} \over I_{s}}}
Iz ukupne jakosti struje:
{\displaystyle I=I_{a}+I_{s}}
izlazi:
{\displaystyle I_{s}=I-I_{a}}
pa je električni otpor shunta:
{\displaystyle R_{s}={R_{a}\cdot I_{a} \over I-I_{a}}}
Ugradimo li u ampermetar veliki električni otpor, možemo ga umjeriti (baždariti) u voltima, jer umnožak struje i otpora daje električni napon. Tako dobijemo voltmetar. Voltmetar moramo uvijek spojiti s točkama između kojih želimo mjeriti električni napon, dakle paralelno s trošilom. Iz navedenog razloga, voltmetar mora imati što veći električni otpor, i to do 30 000 Ω (oma), tako da kroz njega teče što slabija struja. 
Kao što ampermetar, tako i voltmetar ima dopušteno područje u kojem se napon smije mjeriti. Međutim, mi to područje možemo proširiti ako ukopčamo jedan predotpor u seriju s voltmetrom. Ako je Rg otpor voltmetra, U najviši napon koja se smije mjeriti, Ig električna struja potrebna za puni otklon instrumenta, a x iznos predotpora, tada je napon:
{\displaystyle U=I_{g}\cdot (R_{g}+x)}
a odatle je:
{\displaystyle x={U_{g}-I_{g}\cdot R_{g} \over I_{g}}}